# أيليف بانغ
أيليف بانغ هو شخصية أعمال وسياسي نرويجي، ولد في 15 أبريل 1892 في أوسلو في النرويج، وتوفي في 28 يناير 1953. نشط حزبياً في حزب المحافظين.